# Хјузвил (Мисури)
Хјузвил (енгл. Hughesville) град је у америчкој савезној држави Мисури.

## Демографија
По попису из 2010. године број становника је 183, што је 9 (5,2%) становника више него 2000. године.
| Група             | 2000.       | 2010.       |
| Белци             | 170 (97,7%) | 179 (97,8%) |
| Афроамериканци    | 0 (0,0%)    | 0 (0,0%)    |
| Азијати           | 0 (0,0%)    | 0 (0,0%)    |
| Хиспаноамериканци | 1 (0,6%)    | 3 (1,6%)    |
| Укупно            | 174         | 183         |